# Colin Ernest Ridsdale
Colin Ernest Ridsdale  (1944) es un botánico y explorador inglés

## Biografía
Completó su formación científica con un Ph.D. en la Universidad de Bristol en 1972.
Entre 1966 y 1968 realizó acciones de exploración, e identificación y clasificación de especies de la flora de Filipinas, Papúa Nueva Guinea, Malasia, Indonesia, Ceilán, Sri Lanka.

## Algunas publicaciones
- colin e. Ridsdale. 1985. “Hasskarl's Cinchona Barks, Historical Review.” Reinwardtia 10 ( 2): 255-287

### Libros
- d.m. Newbery, d.m. Kennedy, g.h. Petol, l. Madani, colin e. Ridsdale. 2000. Primary forest dynamics in lowland dipterocarp forest at Danum Valley, Sabah, Malaysia, and the role of the understorey. En: Changes and disturbance in tropical rainforest in South-East Asia. Ed. Imperial College Press. viii + 176 pp. ISBN 1-86094-243-1

- r. Geesink, a.j.m. Leeuwenberg, colin e. Ridsdale, j.f. Veldkamp. 1981. Thonner's Analytical Key to the Families of Flowering Plants (Leiden Botanical Ser.) Ed. Unipub. ISBN 90-220-0730-8

- colin e. Ridsdale. 1978. A revision of Mitragyna and Uncaria. 58 pp.

- ---------------------. 1967. Botanical Results of the New Guinea Border demarcation expedition, 1967. Papua & New Guinea Se. Soc. Trans. 9, 22 pp., 6 figs.

- La abreviatura «Ridsdale» se emplea para indicar a Colin Ernest Ridsdale como autoridad en la descripción y clasificación científica de los vegetales.[4]